# 泡箱

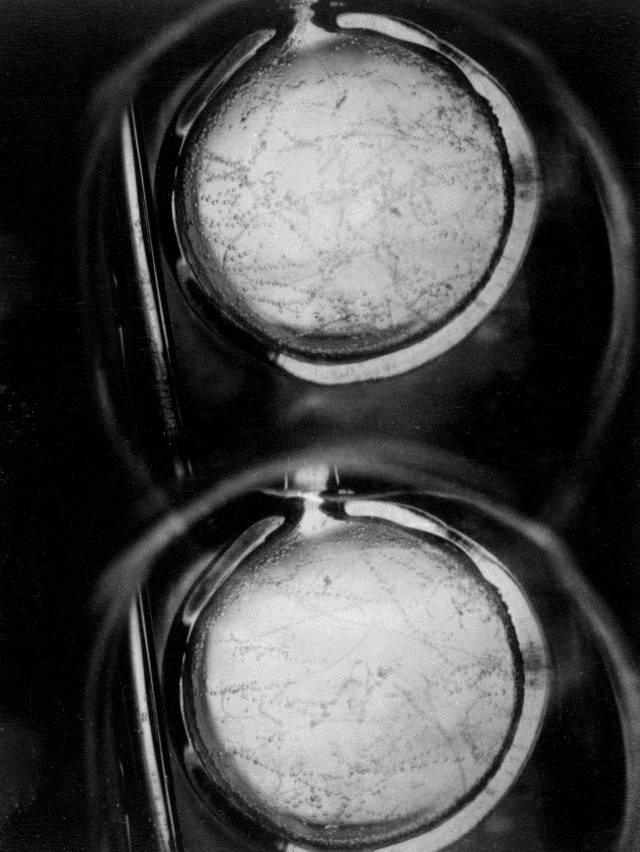
泡箱（1954年）

泡箱の構造

泡箱（あわばこ、英語: bubble chamber）は、荷電粒子を観測するための装置の一つ。1952年にアメリカの物理学者ドナルド・グレーザーによって発明された
。グレーザーはこの功績により、1960年度のノーベル物理学賞を受賞している。
原理は霧箱に似ており、過熱状態の透明な液体（主に冷却された液体水素）を満たした空間を粒子が通過することにより、粒子が通過した部分の水素が気化し、泡として観測される。

## 実験
ニュートリノの観測は霧箱では検出できず、1970年11月13日にアメリカアルゴンヌ国立研究所に設置されたZero Gradient Synchrotronの水素泡箱で史上初のニュートリノが観測された。なお、ニュートリノ自体は電荷を持たず泡箱に軌跡を残さないため、これは間接的な観測である。
日本で初めての泡箱の実験は、1965年に北垣敏男(東北大学)が行なった。